# Godwera z Tosni
Godwera z Tosni (zm. 1097 w Maraszu) – pierwsza żona Baldwina I z Boulogne.
Pochodziła z możnowładczej rodziny anglo-normandzkiej. Była córką Raula III z Tosny. Była zaręczona z Robertem z Beaumont-le-Roger, hrabią Melun. Po 1080 poślubiła Baldwina, trzeciego syna Eustachego II, hrabiego Boulogne. Z Baldwinem miała dzieci, które także zmarły w 1097, w czasie krucjaty.
Brała udział w I wyprawie krzyżowej. W czasie przemarszu armii lotaryńskiej przez Węgry wraz z mężem i dziećmi była zakładniczką na dworze króla Kolomana Uczonego.
Zmarła w październiku 1097 roku Maraszu. 
Godwera pojawia się w powieści Zofii Kossak pt. Krzyżowcy.